# Xavier Nueno
Xavier Nueno (Barcelona, 1990) és un escriptor català i investigador en història dels mitjans.
És doctor en Estudis de Cinema i Visuals per la Universitat Harvard. El seu camp d’interès comprèn la història del coneixement en els seus diversos vessants científics, artístics, sensorials i tecnològics. Des del 2023 és investigador al Laboratori d’Història i Teories de l’Arquitectura, la Tecnologia i els Mitjans a l'Escola Politècnica Federal de Lausana.
Com a coautor, també va publicar Napa(s). Persistir en lo inacabado (Ediciones La Bahía, 2017) i Chaque Mercredi Caracas (Edition HS, 2020), una col·lecció d’imatges que explora la relació entre el colonialisme i el turisme de masses, guardonada amb el premi «Les plus beaux livres suisses de l’année 2020». La seva recerca sobre la societat de la informació dona forma al seu últim llibre El arte del saber ligero (Ediciones Siruela, 2023), on examina com els actors culturals i la societat van gestionar l’excés d’informació, des dels orígens fins a la invenció de la impremta entre els segles XIV i XVIII.
Ha exhibit el curtmetratge Cómo miramos (2021) a la Fundació Nobel, a Suècia, com també altres projectes de la seva obra al Museu d’Art Contemporani de Barcelona, al Museu Nacional Centre d’Art Reina Sofia, al Museu Universitari de Ciències i Arts de la Ciutat de Mèxic i a la Fira del Llibre d’Art de Los Angeles.